# O Homem Morto (pintura)
O Homem Morto (L'Homme mort; originalmente intitulada O Toreador Morto ou Le Torero mort) é uma pintura a óleo sobre tela da década de 1860 realizada por Édouard Manet, produzida durante o período em que Manet estava fortemente influenciado por temas hispânicos, pintores como Diego Velázquez, Francisco de Goya e também por touradas. Em 14 de setembro de 1865, Manet escreveu para  Baudelaire : 
Um dos mais bonitos, mais curiosos e mais terríveis espetáculos que alguém pode assistir é uma tourada. No meu retorno, eu espero poder colocar na tela o brilhante, cintilante e ao mesmo tempo dramática aparência da corrida que eu presenciei.
Entre suas outras pinturas sobre o tema estão O Matador Saudando  e A Tourada . 

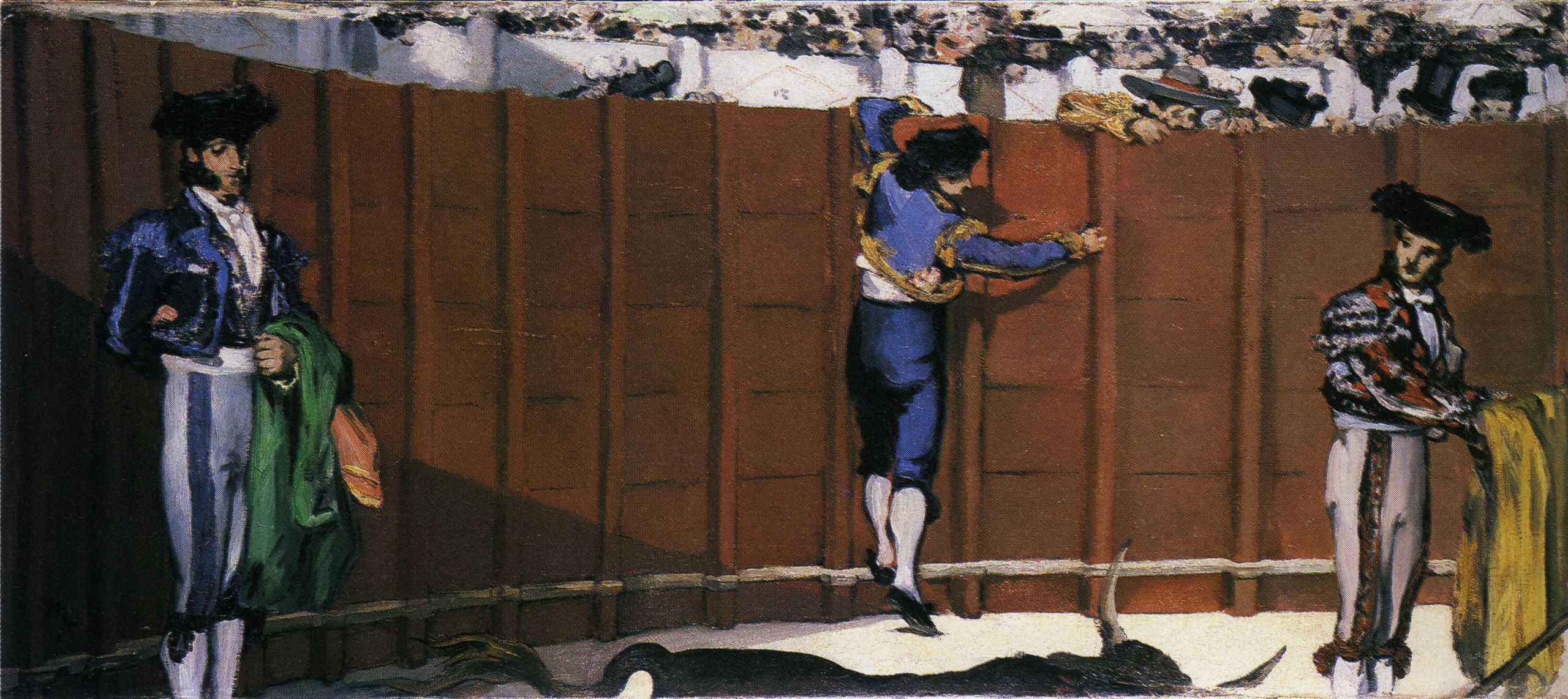
La Corrida (Nova York, Coleção Frick).

O trabalho foi originalmente parte de uma composição maior intitulada Episódio de uma tourada, diretamente influenciada pelo trabalho de Goya La Tauromaquia e Touradas, de Alfred Dehodencq  . A tela foi aceita no Salão de 1864, onde muitos críticos identificaram O Soldado Morto como uma das principais inspirações para a figura que se tornou O Homem Morto. O Soldado Morto possivelmente foi pintado por um artista napolitano, mas foi atribuído a Diego Velázquez e estava na coleção de Hermann Alexander de Pourtalès, sendo posteriormente adquirido pela National Gallery, em Londres . Em seu relato completo do Salão de Paris de 1864, Théophile Thoré-Burger chegou a afirmar que "a figura do toureiro morto é ousadamente copiada de uma obra-prima da galeria Pourtalès, pintada por Vélasquez" . Ele também insinuou que Manet havia copiado diretamente esse trabalho, um comentário fortemente refutado por Baudelaire. 
Uma grande fotografia de Soldado Morto havia sido publicada por Goupil em 1863 e alguns até teorizaram que Manet tinha visto o original antes de pintar o Episódio de uma tourada . Os críticos também identificaram como influências Dead Caesar de Jean-Léon Gérôme ou mesmo uma ilustração do romance Histoire de Gil Blas de Santillane, de Jean Gigoux . A principal influência, no entanto, foi provavelmente Vélasquez, a influência também pode ser vista em A execução do imperador Maximiliano, de Manet. Os críticos também zombaram da falta de alívio de Episódio, das pobres proporções de suas figuras e do espaço irreal. Atormentado por essas críticas, Manet cortou a tela . Ele manteve as duas partes do trabalho original - O Homem Morto é um deles, apesar de ter sido submetido a uma grande reformulação por Manet depois de ser cortado do trabalho original, transformando-o em um poderoso trabalho independente. Para dar um caráter mais universal, ele também o renomeou para seu nome atual, prestes a ser exibido no Salão de 1867  . A outra parte que Manet salvou agora se chama La Corrida - a assinatura de Manet foi adicionada após sua morte. 